# Бортниченское кладбище

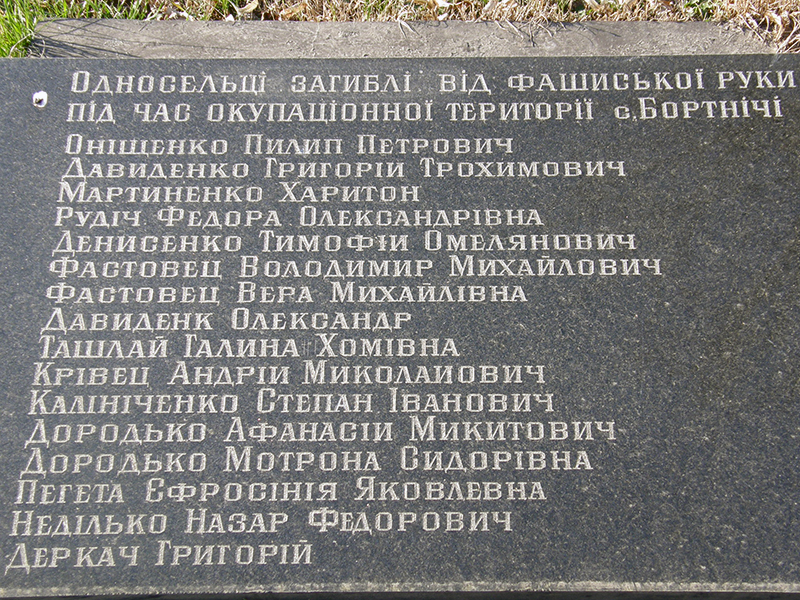
плита с именами погибших во время немецкой оккупации селян

Бортниченское кладби́ще находится в Дарницком районе Киева, одно из старейших в городе. Возникло в XVII столетии как сельское кладбище для захоронения усопших жителей села Бортничи. Закрыто решением Исполкома КГГА № 34 от 16 января 2009 года.
Площадь 8,822 га, количество похороненных 1 267. Адрес: Промышленная улица, 2.